# Sven Smeets
Sven Smeets (Hasselt; 12 de mayo de 1972) es un excopiloto belga de rally y actual ingeniero de Fórmula 1. Actualmente es el director deportivo del equipo Williams Racing.

## Carrera
Smeets comenzó su carrera en el automovilismo en 1993 como copiloto en rallies y se convirtió en el navegante de Freddy Loix en 1995, con quien logró numerosos éxitos mientras competía en el Campeonato Mundial de Rally. En 2005, el belga se unió a Citroën como copiloto de François Duval, y juntos ganaron el rally de cierre de la temporada en Australia.
En 2008, Smeets tomó la decisión de terminar su etapa como copiloto, pero permaneció en los rallyes y posteriormente se convirtió en el mánager de Citroën Racing, en un período en el que el equipo francés ganó varios campeonatos de pilotos y constructores. Como nuevo director de equipo, combinó sus funciones en los campeonatos de pilotos y constructores con las de convertirse también en director de equipo del programa de Peugeot Sport LMP1. En busca de un nuevo desafío, Smeets se mudó a Alemania para convertirse en mánager de Volkswagen Motorsport en 2012, antes de su debut en el Campeonato Mundial de Rally en 2013.
2013 fue un año récord para la escudería alemana, en el que consiguieron los Campeonatos de Pilotos y Constructores en el primer intento y ganaron diez de los 13 rallies en los que participaron, poniendo así fin al dominio de Citroën. El éxito sin igual del equipo continuó durante los siguientes tres años, ganando los Campeonatos de Pilotos y Fabricantes en 2014, 2015 y 2016. Smeets continuó su carrera en Volkswagen Motorsport y se convirtió en director en 2016, cargo que ocupó durante cinco años. En 2021 dejó Volkswagen y se unió al equipo de Fórmula 1 Williams Racing como director deportivo, reuniéndose con su exjefe Jost Capito.
En su puesto actual, Smeets es responsable de la gobernanza deportiva y la representación del equipo en todos los asuntos deportivos relacionados con la FIA, otros equipos y asociaciones de automovilismo. Desempeña un papel clave en el apoyo a los pilotos del equipo, incluido ser responsable de la Academia de pilotos de Williams, además de tener la responsabilidad general del equipo de carreras.